# Marian Engel
Marian Engel (ur. 24 maja 1933 w Toronto, zm. 16 lutego 1985 tamże) – kanadyjska pisarka tworząca w języku angielskim.
Jest absolwentką Uniwersytetu McMastera i Uniwersytetu McGilla. W latach 1973 i 1974 była prezeską Związku Pisarzy Kanady. 
W swojej twórczości poruszała kwestię roli kobiety we współczesnym świecie.

## Dzieła
- The Honeyman Festival (1970)
- Monodromos (1974)
- Inside the Easter Egg (1975)
- Joanne (1975)
- Bear (1976)
- The Glassy Sea (1979)
- Lunatic Villas (1981)
- Islands of Canada (1981)
- The Tattooed Woman (1985)